# Воронежский государственный педагогический университет
«Воро́нежский госуда́рственный педагоги́ческий университе́т» (ВГПУ) — высшее учебное заведение в Воронеже. Основан в 1931 году.

## История
В 1931 году был образован Воронежский аграрно-педагогический институт (ВАПИ). Через год институту было присвоено имя известного советского историка — марксиста Покровского М. Н., открыто заочное обучение.
В 1934 году отделения были реорганизованы в факультеты. 1941 год ознаменовался для вуза появлением в нём 3-годичного института иностранных языков. В следующем году из-за войны состав института был эвакуирован в город Уржум Кировской области, а в 1944 году возвращён.
Кафедра зарубежной истории института является одной из старейших кафедр педагогического университета и гуманитарного факультета. Учитывая, что кафедра всеобщей истории (первоначальное название) была образована в 1934 году. С 1955 по 1980 годы кафедра всеобщей истории как самостоятельное подразделение отсутствовала в Воронежском государственном педагогическом институте. В 1980 году по инициативе доцента Сапроновой Н. Т. из кафедры истории ВГПИ была выделена кафедра всеобщей истории. В 1990 году она была преобразована в кафедру зарубежной истории.
В 1981 институт был награждён орденом «Знак Почёта» за успехи в образовании кадров. А в 1993 году институту придано звание университета.
В 2000 году открыт Центр международного сотрудничества, а в 2007 — Центр дополнительного образования.

## Структура
Естественно-географический факультет
Состоит из отделений:Биология, химия, география и экономика, экология и природопользование, туризм и сервис. Декан: Алферова Светлана Ивановна — кандидат химических наук, доцент . Один из крупнейших факультетов ВГПУ.
Физико-математический факультет
Физмат — один из старейших (существует со дня основания вуза) и крупнейших (более 1000 студентов) факультетов ВГПУ.
В составе факультета 4 кафедры:
- информатики, информационных технологий и цифрового образования,
- высшей математики,
- общей физики,
- технологических и естественнонаучных дисциплин.

Ведётся подготовка студентов в бакалавриате, магистратуре и аспирантуре по очной и заочной формам обучения.
Профили подготовки бакалавриата:
- Направление 44.03.05 Педагогическое образование: «Математика, Информатика»; «Математика, Физика»; «Естествознание, Физика»; «Физика, Информационные технологии»; «Технология, Дополнительное образование»; «Информатика, Дополнительное образование».
- Направление 01.03.04 Прикладная математика, профиль «Математическое и программное обеспечение систем обработки информации и управление»
- Направление 09.03.03 Прикладная информатика, профиль «Прикладная информатика в образовании». В 2020 году открыт профиль «Информатизация организаций».

Профили подготовки магистратуры (направление 44.04.01 Педагогическое образование):
- «Информатика в образовании»
- «Информационные технологии в начальном и дошкольном образовании»
- «Математическое образование»
- «Профессиональное образование»
- «Физико-математическое образование»
- «Физическое образование»
- «Экономико-математическое образование» (с 2020 г.)

Профили подготовки аспирантуры:
| 01.06.01 | Математика и механика                | 01.01.01 | Вещественный, комплексный и функциональный анализ                         |
| 01.06.01 | Математика и механика                | 01.01.02 | Дифференциальные уравнения, динамические системы и оптимальное управление |
| 03.06.01 | Физика и астрономия                  | 01.04.07 | Физика конденсированного состояния                                        |
| 09.06.01 | Информатика и вычислительная техника | 05.13.18 | Математическое моделирование, численные методы и комплексы программ       |
| 44.06.01 | Образование и педагогические науки   | 13.00.02 | Теория и методика обучения и воспитания (информатика)                     |
| 44.06.01 | Образование и педагогические науки   | 13.00.02 | Теория и методика обучения и воспитания (общетехнические дисциплины)      |
| 44.06.01 | Образование и педагогические науки   | 13.00.08 | Теория и методика профессионального образования                           |

Декан: Афонин Геннадий Витальевич, кандидат физико-математических наук, доцент.
Факультет физической культуры и безопасности жизнедеятельности
Декан — Бугаков Александр Иванович.
Факультет иностранных языков
Декан — Бугакова Наталия Владимировна.
Гуманитарный факультет
Один из крупнейших факультетов ВГПУ.
Состоит из кафедр:
1. Кафедра зарубежной истории. Руководитель — кандидат исторических наук Н. В. Башкирёва.
2. Кафедра истории России. Руководитель — доктор исторических наук А. В. Перепелицын.
3. Кафедра социальной педагогики. Руководитель — доктор педагогических наук М. В. Шакурова.
4. Кафедра русского языка, современной русской и зарубежной литературы. Руководитель — доктор филологических наук Г. А. Заварзина.
5. Кафедра теории, истории и методики преподавания русского языка и литературы. Руководитель — кандидат филологических наук С. И. Доброва.
6. Кафедра философии, экономики и социально-гуманитарных дисциплин. Руководитель — кандидат экономических наук Т. В. Бакалова.
7. Кафедра общей педагогики. Руководитель — кандидат педагогических наук А. Н. Махинин.
Декан : Сысоева Людмила Николаевна — доцент, кандидат исторических наук.
Факультет искусств и художественного образования
Декан — Харьковский Николай Петрович
Психолого-педагогический факультет
Декан: Татаринцева Альбина Юрьевна